# Rezerwat przyrody Jezioro Prosino
Rezerwat przyrody „Jezioro Prosino” – faunistyczny rezerwat przyrody w województwie zachodniopomorskim, w powiecie drawskim, w gminie Czaplinek, 0,2 km na wschód od drogi wojewódzkiej nr 163 Czaplinek – Połczyn-Zdrój, 0,7 km na południowy wschód od Kluczewa, 3,0 km na północny zachód od Spyczynej Góry (202 m n.p.m.), 4,2 km na północ od Starego Drawska. Obejmuje obszar jeziora Prosino z pasem roślinności nadbrzeżnej.
Znajduje się w granicach Drawskiego Parku Krajobrazowego oraz dwóch obszarów sieci Natura 2000: siedliskowego „Jeziora Czaplineckie” PLH320039 i ptasiego „Ostoja Drawska” PLB320019.
Rezerwat został utworzony zarządzeniem Ministra Ochrony Środowiska i Zasobów Naturalnych z dnia 17 listopada 1988 na powierzchni 81,00 ha. Rozporządzeniem Wojewody Zachodniopomorskiego z dnia 31 grudnia 2007 powiększono go do 86,00 ha.
Celem ochrony w rezerwacie (według obowiązujących aktów prawnych) są gatunki ptaków wodno-błotnych oraz zajmowane przez nie siedliska. Rezerwat chroni populacje chronionych i zagrożonych gatunków roślin nasiennych, w szczególności: narecznicy grzebieniastej (Dryopteris cristata), turzycy łuszczkowatej (Carex lepidocarpa), bobrka trójlistkowego (Menyanthes trifoliata), oraz zwierząt: żurawia (Grus grus), bąka (Botaurus stellaris), kani rudej (Milvus milvus), rybitwy rzecznej (Sterna hirundo), błotniaka stawowego (Circus aeruginosus), zimorodka (Alcedo atthis), gąsiorka (Lanius callurio).
Rezerwat jest położony w zasięgu terytorialnym Nadleśnictwa Połczyn, ale poza zarządzanymi przez nie gruntami. Nadzór nad rezerwatem sprawuje Regionalny Konserwator Przyrody w Szczecinie. Na mocy obowiązującego planu ochrony ustanowionego w 2008 roku, obszar rezerwatu objęty jest ochroną czynną.
Od południa i zachodu rezerwat obchodzi znakowany czerwony turystyczny Szlak „Solny” z Czaplinka do Połczyna-Zdroju.